# 中外海運倉庫
中外海運倉庫株式会社（ちゅうがいかいうんそうこ、英文社名：CHUGAI KAIUN Warehouse Co., Ltd.）は兵庫県神戸市灘区に本社を置く、物流会社である。
倉庫、港湾運送、国内物流事業のほか、中国との流通力を基盤とした国際物流事業をおこなっている。

## 主力製品・事業
- 港湾運送事業（神戸港1種限定　第2040号）
- 通関業（神戸税関指令　第524号）
- 倉庫業（倉荷証券発行許可）
- 貨物運送取扱事業（外航運送-第180号　　外航海運-登録番号兵第1849号）

## 主要事業所
- 本社 - 兵庫県神戸市灘区摩耶埠頭1番地1
- 大阪支店 - 大阪府大阪市中央区久太郎町2-4-11（クラボウアネックスビル14階）

- 東京支店 - 東京都中央区築地7-5-3（紀文第一ビル4階）
- 摩耶倉庫 - 兵庫県神戸市灘区摩耶埠頭1番地1

近年は、特に中国における国際物流に力を入れており、上海、北京、大連、青島、武漢、広州、深圳、香港等に拠点を持つ。

## 沿革
- 1952年（昭和27年）7月 　神戸海運株式会社設立。資本金50万円
- 1953年（昭和28年）8月 　通関業許可。
- 1964年（昭和39年）4月 　資本金500万円に増資
- 1973年（昭和48年）5月 　商号を神戸海運倉庫株式会社に変更
- 1982年（昭和57年）12月　商号を中外海運倉庫株式会社に変更
- 1991年（平成3年）9月 　利用運送取扱業務（外航海運）の許可を受ける
- 2010年（平成22年）2月 　本社を神戸市灘区摩耶埠頭1番地1に移転

## 主要関係会社

### 国内グループ企業
フォワーダー業
- エフシースタンダードロジックス株式会社